# ناتسارنو ناتاله
ناتسارنو ناتاله (به ایتالیایی: Nazzareno Natale) هنرپیشه اهل ایتالیا بود.
از فیلم‌ها یا مجموعه‌های تلویزیونی که وی در آن‌ها نقش داشته‌است، می‌توان به برادر بشر، خواهر فاحشه، در بوکاچوی کاملاً ممنوعه، پدر ماتئو، به خاطر چند دلار بیشتر، به خاطر یک مشت دلار، هفت تپانچه برای خانواده مک‌گرگور، خوب، بد، زشت، امروز می‌کشیم، فردا می‌میریم!، وحشی سواران، سرت را بدزد، احمق!، قتل‌عام در روم، ۱۹۰۰، کریکت، قفسی برای دیوانگان ۲، قمار، سال اسلحه و دارودسته‌های نیویورکی اشاره نمود.